# Henri Caroine
Henri Caroine (7 de septiembre de 1981 en Papeete) es un futbolista francopolinesio que juega como mediocampista en el Horizon Patho neocaledonio.

## Carrera
En 2002 debutó jugando para el Temanava. En 2004 pasó al Taravo y en 2011 recaló en el Dragon. En 2015 se trasladó a Nueva Caledonia para jugar en el Magenta y posteriormente en el Horizon Patho.

### Clubes
| Club          | País               | Año             |
| ------------- | ------------------ | --------------- |
| AS Temanava   | Polinesia Francesa | 2002 - 2004     |
| AS Taravao AC | Polinesia Francesa | 2004 - 2011     |
| AS Dragon     | Polinesia Francesa | 2011 - 2015     |
| AS Magenta    | Nueva Caledonia    | 2015            |
| Horizon Patho | Nueva Caledonia    | 2016 - Presente |

### Selección nacional
Representó a Tahití en la Copa de las Naciones de la OFC 2012 y 2016. Al obtener el título en 2012, disputó también la Copa FIFA Confederaciones 2013.